# Sotkamojärvi
Sotkamojärvi är en sjö i Finland. Den ligger i kommunen Sotkamo i landskapet Kajanaland, i den centrala delen av landet, 500 km norr om huvudstaden Helsingfors. Sotkamojärvi ligger 137,9 meter över havet. Den är 16,2 meter djup. Arean är 2,03 kvadratkilometer och strandlinjen är 14,8 kilometer lång. Sjön  ingår i Uleälvens huvudavrinningsområde. 